# Вулиця Дмитра Донцова (Дніпро)
Вулиця Дмитра Донцова — вулиця у Соборному районі міста Дніпро на Горі. Розташована на північній стороні верхнього плато Соборної гори.
Вулиця Донцова починається від Соборної площі та йде на південний схід отримує додаткове відгалуження уліво до колишньої Дніпровської підвісної канатної дороги. Кінцівка вулиці та лівого відгалуження провулком Феодосія Макаревського. Довжина прямої осі вулиці — 400 метрів.

## Історія
З заснування Катеринослава ділянку на схилі Гори було надано Катеринославському архієрею. Між Потемкінським й Архієрейським палацами було прорито канаву, що з часом перетворилася на провалля та яр, таким чином перед маєтком архієрея утворилася Архієрейська площа.
У 1898 році на площі розміщувалося 9 домоволодінь: Архієрейський будинок, будинки спадкоємців І. Ф. Бобрика, М. Г. Поюровського, П. І. Праведникова, О. І. П'ятигорського та І. М. Юрченко-Тобольца, Ольгинський жіночий притулок благодійного товариства (засновано на початку 1890-х років), Міщанська (міська) лікарня (у 1891 році отримала власну будівлю) й богадільня імені П. О. Білявського та О. П. Волоцької (засновано 1893 року), що належить товариству Червоного Хреста. Останні установи розташовувалися у торці Губернської земської лікарні (на території сучасної Дніпропетровської обласної лікарні імені Мечнікова), але в'їзд мали тільки з Архієрейської вулиці, й саме тут розгорнулося найзначне будівництво навколо Архієрейської площі кінця 19-го сторіччя. 1898 року тут отримало ділянку й звело до 1900 року великий 2-поверховий будинок, флігель, сарай й оспенний телятник Катеринославське товариство фельдшерів. Через фінансову скруту товариство фельдшерів здало цей комплекс у оренду Фабрично-заводський лікарні, а згодом губернському земству під гуртожиток фельдшерської школи. У 1910-х роках фельдшерів продало будівлю місту, й воно було долучено до Олександро-Маріїнської лікарні. На початку XX сторіччя вона була виділена у дитячу лікарню імені Остроухової.
На початку XX сторіччя реконструюється Архієрейський будинок, садиба якого була розширена відповідно до плану 1834 року. Так тут будуються двоповерховий корпус Пастирської (церковно-вчительської) школи, Хрестовоздвиженський храм й 3-поверховий житловий будинок для священиків. Архієрейська площа практично не змінилася, яр було огороджено дерев'яними перилами, а навколо архієрейської бруківки висаджена тополина алея.
За програмою 1906—1907 років Архієрейська площа була віддана під приватне будівництво. Протяжний квартал колишньох Архієрейської площі було розділено двома вулицями, що продовжували існуючі Архієрейську вулицю й Потьомкінський провулок (сучасна вулиця Івана Акінфієва). Будівництво на Архиєрейської площі понад 30 домоволодінь тривало 1908—1911 роки. Продовження будівництва вимагало зміцнення Архієрейського яру й прокладання Архієрейського провулка до Потемкинського палацу, що не було виконано.
У 1923 році більшовики перейменували Архієрейську вулицю на Радянську вулицю.
Радянська окупаційна влада націоналізувала Архієрейське подвір'я й деякий час воно називалося Радянським.
Архієрейський будинок з прилеглими до нього будівлями невдовзі після націоналізації було зайнято частинами НКВС й припинив згадуватися у документах. Наприкінці 1932 року було закрито Хрестовоздвиженську церкву, будівлю якої також передали НКВС. Того ж року було добудовано Мерефо-Херсонський міст й відкрито рух залізницею. Через бомбування архієрейської місцевості зникло багато садиб, залишки Архієрейського будинку й Хрестовоздвиженська церква. Проте тут з'явилися нові житлові будинки, лікувальні корпуси, готель «Світанок» й електропідстанція. Вкінці вулиці біля канатної дороги розмістили пивбар «Хвилинка» з призвіськом «Канатка».
Ще за радянської окупаційної влади Радянську вулицю перейменовано (після війни й перед 1972 роком) на честь святого РПЦ, національного героя Російської федерації великого князя московського (1359—1389) та великого князя володимирського (1362—1389) Дмитра Донського.
2015 року вулицю перейменовано на честь українського публіциста, філософа, головного ідеолога українського інтегрального націоналізму, керівника Союзу Визволення України (СВУ) Дмитра Донцова (1883—1973).

## Перехресні вулиці
- Соборна площа,
- вулиця Мусліма Магомаєва,
- провулок Феодосія Макаревського.

## Будівлі
- № 1, 3 — будівлі колишньої "Дніпропетровської взуттевої фабрики"
- № 2 — ТЦ «Нагірний Ринок»